# 魔疫
《魔疫》（英語：The Reaping），以宗教為主題的驚悚片，題材根據《聖經》《出埃及記》中記載的「十災」。
電影由喬·西佛、罗伯特·泽米基斯及蘇珊·道尼監製，凯莉·海耶斯及乍得·海耶斯編劇，斯蒂芬·霍普金斯導演，希拉里·斯旺克主演。電影最先於2007年4月4日在台灣上映，接著於翌日4月5日在美國及香港上映。

## 劇情
嘉芙蓮是一個自小信奉神的天主教徒，當她在非洲蘇丹傳教時，丈夫及女兒因宗教原因被當為祭品遭殺害，令她開始對信仰產生疑惑，漸漸更成為拆解宗教迷信現象的專家，在當教授。
當一個小鎮的教師道格向她尋求幫助，調查連串與《聖經》《出埃及記》記載的十災如出一轍的疫災時，她發現不能用任何科學的理論去解釋，小鎮人心惶惶，眾人都將罪魁禍首推到一個神祕小女孩蘿倫身上。
所有人說她是魔鬼的化身，只有嘉芙蓮認為她清白，需要出手打救，她越接近神祕事件真相，越發現自己陷於末世恐怖陰謀的漩渦。她必須尋回失去的信仰與勇氣，去與終極的邪惡對決。

## 角色
| 演員            | 角色             |
| --------------- | ---------------- |
| 希拉里·斯旺克   | Katherine Winter |
| 大衛·莫利塞     | Doug             |
| 伊卓瑞斯·艾巴   | Ben              |
| 安娜蘇菲亞·羅伯 | Loren McConnell  |
| 斯蒂芬·瑞       | Father Costigan  |

## 拍攝
影片大部份在美國路易斯安那州內拍攝，包括首府巴頓魯治、薛夫波特與法蘭西斯鎮。此外的取景地點還有德克薩斯州首府奧斯汀 (Austin, Texas) 和波多黎各的聖胡安 (San Juan, Puerto Rico)。
故事中發生災疫的小鎮就是現實中的法蘭西斯鎮，颶風於2005年8月26日突然來襲，令拍攝受阻一星期。當攝製隊在巴頓魯治拍攝時，颶風麗塔於2005年9月24日襲擊，又令拍攝進度受阻一天，但幸好兩次颶風都未對巴頓魯治市中心造成嚴重損毀。

## 電影配樂
電影配樂原來由菲利普·格拉斯編曲，並一直進行至錄音階段，但是因為始終未能滿足監製需要，於是再另覓人選，結果最後由約翰·費塞爾完成。

## 幕後花絮
電影最初原定於2006年8月11日在戲院上映，然後延至2006年11月8日，後來再次延期至2007年3月30日，又再一次延遲至2007年4月6日。結果最後於2007年4月5日上映（美國），因為當日是基督受難日，所以決定於該天上映。

## 爭議
智利城市Concepción的市長Jacqueline Van Rysselberghe，曾正式發出反對信：反對電影中對該城市的描寫，因為電影開首的片段其實屬於古巴。

## 外部連結
- 互联网电影数据库（IMDb）上《The Reaping》的资料（英文）
- 爛番茄上《The Reaping》的資料（英文）
- Box Office Mojo上《The Reaping》的資料（英文）
- Metacritic上《The Reaping》的資料（英文）
- AllMovie上《The Reaping》的资料（英文）